# Ansel Elgort
Ansel Elgort (Nova York, Estats Units, 14 de març de 1994), és un actor i DJ estatunidenc. És conegut per interpretar Tommy Ross a la pel·lícula de terror Carrie (2013), Augustus Waters en el drama romàntic No està escrit a les estrelles (2014) i Caleb Prior a la saga Divergent. En el seu treball com a DJ, és reconegut amb el sobrenom d'Ansøel.

## Biografia

### 1994–2013: Primers anys i inicis com a actor
Ansel Elgort va néixer el 14 de març de 1994 a la ciutat de Nova York, Estats Units, fill del fotògraf Arthur Elgort i la directora Grethe Barrett Holby, sent el menor de tres germans; Warren Elgort, un editor, i Sophie Elgort, també fotògrafa. Té ascendència russa per part de pare i britànica, alemanya i noruega per part de mare. Va créixer i es va criar a Manhattan, assistint a diferents institucions com The Professional Performing Arts School i Fiorello H. LaGuardia High School. Va començar a mostrar interès en les belles arts als nou anys, quan va intentar entrar a la School of American Ballet, encara que no va tenir gaire èxit. No va ser fins als dotze quan va rebre classes d'actuació i va protagonitzar el musical Guys and Dolls, realitzat a la seva escola. Va continuar apareixent en diverses obres de Broadway fins que finalment l'any 2013 va fer el seu debut a la pantalla gran amb el paper de Tommy Ross a la pel·lícula terror Carrie, tercera adaptació cinematogràfica de la novel·la homònima.

### 2014–present:No està escrit a les estrellesi carrera com a DJ
El març de 2014, Ansel va desenvolupar el paper de Caleb Prior en la pel·lícula Divergent, adaptació cinematogràfica de la novel·la homònima escrita per Veronica Roth. El film es va convertir en un èxit en taquilla en recaptar més de 280 milions de dòlars; per això, Lionsgate va anunciar que es realitzaria una seqüela, The Divergent Series: Insurgent, on l'actor desenvoluparia novament el seu rol original. Sota el nom d'Ansøel, Elgort publica música electrònica en el seu compte de SoundCloud i al febrer 2014, va anunciar que havia signat un contracte d'enregistrament amb la companyia discogràfica de Tom Staar, Staar Traxx. El primer disc d'Elgort, Unite, va ser llançat el 21 d'abril de 2014 i el 5 de maig a iTunes. Posteriorment, Ansel va protagonitzar la pel·lícula de drama romàntic No està escrit a les estrelles, adaptació cinematogràfica de la novel·la homònima escrita per John Green. El film també va ser un èxit en taquilla en aconseguir un guany de 304.872.350 dòlars, gairebé trenta vegades el seu pressupost de 12.000.000 de dòlars. Aquesta actuació el va fer creditor de varietat de premis; d'entre els quals, millor actor nou de cinema en els NewNowNext Awards, millor actor de cinema dramàtic i actor revelació en els Teen Choice Awards i actor favorit en els Young Hollywood Awards. Ansel també va coprotagonitzar Men, Women & Children, dirigida per Jason Reitman.
Elgort va tornar a interpretar Caleb Prior a la pel·lícula The Divergent Series: Insurgent (2015), la segona de la saga Divergent, i a The Divergent Series: Allegiant (2016), la tercera. El 2016 va ser considerat pel paper de Han Solo a Solo: A Star Wars Story. Després que el paper anés a Alden Ehrenreich, Elgort va dir que se sentia alleujat, perquè si hagués estat escollit s'hauria d'haver canviat el nom de DJ a Ansølo.
L'any següent va interpretar el protagonista de la pel·lícula d'acció Baby Driver, dirigida per Edgar Wright, amb Lily James i Kevin Spacey. Aquell mateix any va fer d'Addison Schacht al thriller dramàtic November Criminals, adaptació de la novel·la del mateix nom amb Chloë Grace Moretz.
Elgort va participar en Billionaire Boys Club, amb Kevin Spacey, Cary Elwes, Emma Roberts i Taron Egerton i dirigida per James Cox. A causa de les acusacions d'assetjament sexual contra Spacey, la pel·lícula va perillar i es va estrenar en vídeo a la carta el juliol de 2018 i de manera limitada als cinemes el mes següent. Elgort va interpretar el paper protagonista a The Goldfinch (2019), adaptació de la novel·la de Donna Tartt.
In 2016, Elgort was on a shortlist of actors for the role of Han Solo in Solo: A Star Wars Story. After Alden Ehrenreich was cast in May 2016, Elgort expressed some relief, saying that if he had been cast, he would have had to change his DJ name, Ansølo. Baby Driver, directed by Edgar Wright, and also starring Lily James and Kevin Spacey. Elgort's audition in 2014 required him to lip sync and dance to the song of his choosing. The film received positive reviews and performed well at the box office. He received a Golden Globe Award for Best Actor – Motion Picture Musical or Comedy nomination for it. Also that year, Elgort played Addison Schacht in the drama thriller film November Criminals, an adaptation of the novel of the same name, starring again with Chloë Grace Moretz.

#### Futurs projectes
Elgort interpretarà el protagonista, Tony, a West Side Story (2020), adaptació del musical del mateix nom dirigida per Steven Spielberg. Farà del periodista Jake Adelstein a Tokyo Vice, adaptació de les memòries de no-ficció d'Adelstein per HBO Max dirigida per Michael Mann i Destin Daniel Cretton i amb guió de J.T. Rogers.
Forma part de força projectes en desenvolupament; Mayday 109, interpretant John F. Kennedy, durant la seva època a la Marina dels Estats Units d'Amèrica, el thriller criminal Finest Kind amb Jake Gyllenhaal, una pel·lícula musical sense títol interpretant Hans Christian Andersen, i «The Great High School Impostor», basada en la història real d'Artur Samarin, un home ucraïnès que el 2012 va ultrapassar el límit del seu visat als Estats Units i que es va fer pasar per un estudiant d'institut dels 19 als 23 anys.

## Filmografia

### Cinema
| Any  | Títol                           | Rol                    | Notes        |
| ---- | ------------------------------- | ---------------------- | ------------ |
| 2013 | Carrie                          | Tommy Ross             |              |
| 2014 | Divergent                       | Caleb Prior            |              |
| 2014 | The Fault in Our Stars          | Augustus Waters        | Protagonista |
| 2015 | Men, Women & Children           | Tim Mooney             |              |
| 2015 | The Divergent Series: Insurgent | Caleb Prior            |              |
| 2015 | Paper Towns                     | Mason                  |              |
| 2016 | The Divergent Series: Allegiant | Caleb Prior            |              |
| 2017 | November Criminals              | Addison Schacht        |              |
| 2017 | Baby Driver                     | Miles «Baby»           |              |
| 2018 | Jonathan                        | Jonathan / John        |              |
| 2018 | Billionaire Boys Club           | Joe Hunt               |              |
| 2019 | The Goldfinch                   | Theodore «Theo» Decker |              |
| 2020 | West Side Story                 | Tony                   |              |

### Televisió
| Any          | Títol      | Paper          | Notes                    |
| ------------ | ---------- | -------------- | ------------------------ |
| Per anunciar | Tokyo Vice | Jake Adelstein | També productor executiu |

## Premis i nominacions
| Any  | Guardó                               | Nominat per            | Categoria                                                   | Resultat  | Ref.          |
| ---- | ------------------------------------ | ---------------------- | ----------------------------------------------------------- | --------- | ------------- |
| 2014 | Teen Choice Awards                   | The Fault in Our Stars | Millor actor de cinema dramàtic                             | Guanyador | [ 15 ]        |
| 2014 | Teen Choice Awards                   | The Fault in Our Stars | estrella de cinema revelació                                | Guanyador | [ 15 ]        |
| 2014 | Teen Choice Awards                   | The Fault in Our Stars | Millor petó (compartit amb Shailene Woodley)                | Guanyador | [ 15 ]        |
| 2014 | Teen Choice Awards                   | The Fault in Our Stars | Millor química (compartit amb Shailene Woodley i Nat Wolff) | Guanyador | [ 15 ]        |
| 2014 | Young Hollywood Awards               | The Fault in Our Stars | Actor favorit                                               | Guanyador | [ 16 ]        |
| 2014 | Young Hollywood Awards               | The Fault in Our Stars | Actor revelació                                             | Nominat   | [ 16 ]        |
| 2014 | Young Hollywood Awards               | The Fault in Our Stars | Millor duo en escena (compartit amb Shailene Woodley)       | Guanyador | [ 16 ]        |
| 2014 | MTV Millennial Awards                | The Fault in Our Stars | Millor duo en escena (compartit amb Shailene Woodley)       | Guanyador | [ 34 ]        |
| 2014 | NewNowNext Awards                    | The Fault in Our Stars | Actor revelació                                             | Guanyador | [ 14 ]        |
| 2015 | People's Choice Awards               | The Fault in Our Stars | Duo de cinema favorit (compartit amb Shailene Woodley)      | Nominat   | [ 35 ]        |
| 2015 | Premis de la Crítica Cinematogràfica | The Fault in Our Stars | Millor intèrpret jove                                       | Nominat   | [ 36 ]        |
| 2015 | MTV Movie Awards                     | The Fault in Our Stars | Millor actuació masculina                                   | Nominat   | [ 37 ] [ 38 ] |
| 2015 | MTV Movie Awards                     | The Fault in Our Stars | Actor revelació                                             | Nominat   | [ 37 ] [ 38 ] |
| 2015 | MTV Movie Awards                     | The Fault in Our Stars | Millor actuació sense camisa                                | Nominat   | [ 37 ] [ 38 ] |
| 2015 | MTV Movie Awards                     | The Fault in Our Stars | Millor duo (compartit amb Shailene Woodley)                 | Nominat   | [ 37 ] [ 38 ] |
| 2015 | MTV Movie Awards                     | The Fault in Our Stars | Millor petó (compartit amb Shailene Woodley)                | Guanyador | [ 37 ] [ 38 ] |
| 2015 | Teen Choice Awards                   | Insurgent              | Millor actor de pel·lícula d'acció/aventura                 | Pendent   | [ 39 ]        |

## Vida personal
L'any 2017 residia al barri Bedford-Stuyvesant de Brooklyn.
L'abril de 2020 va publicar una fotografia d'ell mateix nu a les xarxes socials com a part d'una campanya de recaptació de fons per alimentar els afectats per COVID-19. Va demanar als amics, família i seguidors de fer un donatiu al Thirst Project pel seu 21è aniversari.
El juny de 2020 va ser acusat per una dona a Twitter d'assetjar-la sexualment el 2014 quan ella tenia 17 anys i ell en tenia 20. L'edat de consentiment a Nova York és de 17 anys. Elgort va negar les acusacions en una publicació a Instagram i va dir que havien tingut «una relació breu, legal i amb consentiment complet».